# Carré Otis
Carré Otis (28 de septiembre de 1968) es una actriz y modelo estadounidense, nacida en San Francisco (California).

## Carrera

### Modelaje
Inició su carrera en el modelaje a los 16 años. Apareció en la portada de la revista francesa Elle en abril de 1986. En los años siguientes fue portada de revistas como Vogue, Harper's Bazaar, Cosmopolitan, Allure, Mirabella y  Marie Claire. También posó para la reconocida revista Playboy.

### Actuación
En 1990, hizo su debut actoral en la película erótica Wild Orchid junto a Mickey Rourke, con el que se casaría dos años después. El matrimonio entre ambos duró seis años.
y el escritor Hugo Schwyzer escribieron el libro Beauty, Disrupted: A Memoir, una autobiografía que detalla el matrimonio de Carré con Rourke, publicado en octubre de 2011 por la editorial HarperCollins.